# Fralignes
Fralignes település Franciaországban, Aube megyében. Lakosainak száma 96 fő (2022. január 1.). Fralignes Bourguignons, Magnant, Marolles-lès-Bailly és Villy-en-Trodes községekkel határos.

## Népesség
A település népessége az elmúlt években az alábbi módon változott:
| Lakosok száma | 114  | 92   | 76   | 71   | 88   | 91   | 87   | 88   | 86   | 96   |
|               | 1968 | 1982 | 1990 | 2006 | 2013 | 2015 | 2017 | 2019 | 2020 | 2022 |